# Januário Agostinho de Almeida
Januário Agostinho de Almeida (Lisboa, 19 de Setembro de 1759 — Calcutá, 19 de Julho de 1825), 1.º barão de São José de Porto Alegre, foi um grande comerciante de ópio (produto ao tempo conhecido por anfião) e armador em Macau, que através da sua participação no Senado dominou a política e a economia macaenses nas décadas iniciais do século XIX. De origens humildes, foi elevado a barão de São José de Porto Alegre, um título brasileiro, em 1815 e feito comendador da Ordem de Nossa Senhora da Conceição de Vila Viçosa a 14 de Abril de 1825.